# Ordre de bataille lors de la bataille de la poche de Lille
Ce qui suit est l'ordre de bataille des forces militaires en présence lors de la bataille de la poche de Lille qui eut lieu du 25 au 30 mai 1940.

## Allemagne
Sous les ordres du Général Alfred Wäger: 
- 4e Panzerdivision
- 5e Panzerdivision
- 7e Panzerdivision
- 7e Infanterie division
- 217e Infanterie division
- 253e Infanterie division
- 267e Infanterie division

soit au total :
- 800 blindés
- 110 000 hommes

### Plan d'attaque
Le plan allemand prévoit que trois Panzer Divisionnen (4e, 5e et 7e) attaqueront le front ouest, la 7e division d'infanterie le nord, la 253e le nord-est, la 217e le sud-est et la 267e division le sud.

## Forces françaises
Le Groupement Molinié est composé des forces alliées dans la poche de Lille sous les ordres du général Jean-Baptiste Molinié du 25 au 31 mai 1940 :
- 1re division marocaine (le quart) du général Mellier 
  - 3e groupe de reconnaissance de division d'infanterie qui assure la défense rapprochée du poste de commandement[2].
  - 22e bataillon de chars de combat
  - 22e régiment de tirailleurs algériens (1 bataillon)
  - 14e régiment de zouaves (2 bataillons)
  - 1er régiment de tirailleurs marocains (1 bataillon)
  - 2e régiment de tirailleurs marocains (1 bataillon)
  - 7e régiment de tirailleurs marocains (1 bataillon)
  - 80e groupe de reconnaissance de division d'infanterie (1 escadron)
  - 64e régiment d’artillerie divisionnaire (4 batteries)
  - 80e Régiment du génie (2 bataillons)

- 2e division d'infanterie nord-africaine (2e DINA) (le quart) du général Dame 
  - 13e régiment de tirailleurs algériens (2 bataillons)
  - 11e régiment de zouaves (2 bataillons)
  - 92e groupe de reconnaissance de division d'infanterie (1 escadron)
  - 92e régiment du génie (1 bataillon)
  - 653e batterie anti-char
  - 40e régiment d'artillerie nord-africaine (9 batteries)
  - 240e régiment d'artillerie lourde nord-africaine (2 batteries)

- 4e division d'infanterie du général Musse 
  - 72e régiment d'infanterie (1 bataillon + 1 compagnie)
  - 124e régiment d'infanterie (1 bataillon + 1 compagnie)
  - 4e régiment du génie (2 bataillons)
  - 29e régiment d'artillerie divisionnaire (8 batteries)
  - 229e régiment d'artillerie lourde divisionnaire (4 batteries)

- 5e division d'infanterie nord-africaine (5e DINA) (une partie) du général Gustave Marie Maurice Mesny
  - 24e régiment de tirailleurs tunisiens (2 bataillons)
  - 14e régiment de zouaves (1 bataillon)
  - 1er bataillon de mitrailleurs
  - 655e bataillon anti-char
  - 95e régiment du génie (2 bataillons)
  - 22e régiment d'artillerie colonial (4 batteries)

- 15e division d'infanterie motorisée (une partie seulement) du général Alphonse Juin
  - 27e régiment d'infanterie (2 bataillons)
  - 134e régiment d'infanterie (en totalité soit 3 bataillons)
  - 4e groupe de reconnaissance de division d'infanterie
  - 15e régiment du génie (1 bataillon)
  - 1er régiment d'artillerie divisionnaire (9 batteries)
  - 1er régiment d'artillerie lourde divisionnaire (2 batteries)

- 25e division d'infanterie motorisée (une moitié) du général Jean-Baptiste Molinié
  - 38e régiment d'infanterie (en totalité soit 3 bataillons)
  - 92e régiment d'infanterie (2 bataillons)
  - 121e régiment d'infanterie (2 bataillons)
  - 22e régiment de tirailleurs algériens (1 bataillon)
  - 25e régiment du génie (1 bataillon)
  - 16e Régiment d'Artillerie Divisionnaire (7 batteries)
  - 216e Régiment d'Artillerie Lourde Divisionnaire (1 batterie)

- 32e division d'infanterie
  - 27e régiment d'infanterie (1 bataillon)

- 38e division d'infanterie (quelques éléments)

- 101e division d'infanterie de forteresse
  - 84e régiment d'infanterie de forteresse (1 bataillon)
  - 87e régiment d'infanterie de forteresse (1 bataillon)

- Groupement Jenoudet[3]
  - 1er régiment d'infanterie (3 bataillons)
  - 43e régiment d'infanterie (1 bataillon)
  - 72e régiment d'infanterie (1 bataillon)
  - 92e régiment d'infanterie (1 compagnie)
  - 110e régiment d'infanterie (1 bataillon)
  - 121e régiment d'infanterie (1 bataillon)
  - 124e régiment d'infanterie (1 compagnie)
  - 22e régiment de tirailleurs algériens (1 compagnie)
  - 22e régiment de tirailleurs algériens (1 compagnie)
  - 240e régiment d'artillerie lourde nord-africaine (1 batterie)

- Groupement Tardu[4]
  - 106e régiment d'infanterie (3 bataillons)
  - 5e groupe de reconnaissance de division d'infanterie
  - 95e groupe de reconnaissance de division d'infanterie
  - 604e Régiment de Pionniers (2 bataillons)

- Secteur Fortifiée de l'Escaut
- 13e régiment de tirailleurs algériens (1 bataillon)
- 22e régiment de tirailleurs algériens (1 bataillon)
- 11e régiment de zouaves (1 bataillon)

- 4e corps d'armée
  - 7e groupe de reconnaissance de corps d'armée (1 escadron hippomobile)

- 5e corps d'armée
  - 3e bataillon de chars de combat
  - 9e bataillon de chars de combat
  - 1 compagnie de télégraphistes
  - 1 compagnie de radio

- Éléments disparates :
  - éléments disparates du 4e régiment d'infanterie
  - éléments disparates de la légion étrangère
  - éléments disparates britanniques .

soit au total :
- Environ 50 chars
- 40 000 soldats

## Faits d'armes
[pertinence contestée]
Le 28 mai 1940, en fin de matinée le lieutenant Sanglerat et ses hommes, du 38e Régiment d'Infanterie, appartenant à la 25e division d'infanterie motorisée du général Molinié, fait prisonnier le général allemand Kuhn commandant la 253e Infanterie division et s'emparent de l'ordre d'attaque prescrit par le général Waeger chargé de réduire la poche autour de Lille.